# Kanton Peyrehorade
Der Kanton Peyrehorade war von 1790 bis 2015 ein französischer Wahlkreis im Arrondissement Dax, im Département Landes und in der Region Aquitanien.

## Geschichte
Der Kanton wurde am 4. März 1790 im Zuge der Einrichtung der Départements als Teil des damaligen „Distrikts Dax“ gegründet.
Mit der Gründung der Arrondissements am 17. Februar 1800 wurde der Kanton als Teil des damaligen Arrondissements Dax neu zugeschnitten.
Siehe auch: Geschichte Département Landes und Geschichte Arrondissement Dax.

## Gemeinden
| Gemeinde              | Einwohner Jahr | Fläche km² | Bevölkerungsdichte | Code INSEE | Postleitzahl |
| --------------------- | -------------- | ---------- | ------------------ | ---------- | ------------ |
| Bélus                 | 615 (2013)     | 11,84      | 52 Einw./km²       | 40034      | 40300        |
| Cauneille             | 816 (2013)     | 15,42      | 53 Einw./km²       | 40077      | 40300        |
| Hastingues            | 591 (2013)     | 14,54      | 41 Einw./km²       | 40120      | 40300        |
| Oeyregave             | 354 (2013)     | 8,03       | 44 Einw./km²       | 40206      | 40300        |
| Orist                 | 682 (2013)     | 14,76      | 46 Einw./km²       | 40211      | 40300        |
| Orthevielle           | 903 (2013)     | 13,94      | 65 Einw./km²       | 40212      | 40300        |
| Pey                   | 698 (2013)     | 13,85      | 50 Einw./km²       | 40222      | 40300        |
| Peyrehorade           | 3612 (2013)    | 16,11      | 224 Einw./km²      | 40224      | 40300        |
| Port-de-Lanne         | 935 (2013)     | 12,68      | 74 Einw./km²       | 40231      | 40300        |
| Saint-Cricq-du-Gave   | 380 (2013)     | 8,70       | 44 Einw./km²       | 40254      | 40300        |
| Saint-Étienne-d’Orthe | 669 (2013)     | 11,07      | 60 Einw./km²       | 40256      | 40300        |
| Saint-Lon-les-Mines   | 1180 (2013)    | 21,82      | 54 Einw./km²       | 40269      | 40300        |
| Sorde-l’Abbaye        | 655 (2013)     | 16,34      | 40 Einw./km²       | 40306      | 40300        |